# Prionostemma
Cet article concerne le genre de plante. Pour le genre d'opilions, voir Prionostemma (Opiliones).
Genre
Prionostemma est un genre de plantes de la famille des Celastraceae.

## Liste d'espèces
Selon NCBI (13 mai 2021) :
- Prionostemma intermedium (Banks, 1909)
- Prionostemma retusum Roewer, 1953

Selon The Plant List (13 mai 2021) :
- Prionostemma aspera (Lam.) Miers
- Prionostemma delagoensis (Loes.) N.Hallé
- Prionostemma fimbriata (Exell) N.Hallé
- Prionostemma unguiculatum (Loes.) N. Hallé

Selon Tropicos (13 mai 2021) (Attention liste brute contenant possiblement des synonymes) :
- Prionostemma arnottianum (Wight) N. Hallé
- Prionostemma asperum (Lam.) Miers
- Prionostemma delagoense (Loes.) N. Hallé
- Prionostemma fimbriatum (Exell) N. Hallé
- Prionostemma kunthianum Miers
- Prionostemma malpighiifolium (Rudge) Miers
- Prionostemma setuliferum Miers
- Prionostemma unguiculatum (Loes.) N. Hallé
- Prionostemma velutinum (Cambess.) Miers